# 吳斯懷
吳斯懷（1951年12月15日—），中華民國陸軍中將、政治人物，生於臺灣省南投縣，籍貫廣東省，現居於新北市三峽區，中國國民黨籍第10屆不分區立法委員，前八百壯士協會理事長、陸軍官校校友總會副理事長、紅十字會秘書長、陸軍六軍團及陸軍教準部指揮官，裝甲兵科，畢業於國立中興高中初中部、陸軍官校43期，同期畢業有李翔宙、程士瑜、陳再福、陸小榮等人。

## 經歷

### 軍旅時期
吳斯懷祖父是同盟會成員，父親軍校畢業。吳斯懷軍職生涯期間曾任陸軍副司令、參謀本部聯準室主任、陸軍六軍團指揮官、陸軍教準部指揮官、參謀本部作戰及計畫參謀次長、陸軍澎防部司令、陸軍總部戰訓署長、師長。
1974年，畢業於陸軍軍官學校43期步兵科，同學有李翔宙、陸小榮、陳再福、陳良濬、陳起翔、賀湘台、李清國、王春江、顏至成、程士瑜、張戡平、李玉文等人。
2003年，升陸軍中將。2005年，降調陸軍教準部司令。據《時報週刊》報導，這是因得罪時任國防部長李傑與海軍將領派系而遭放冷凍降調，且李傑也不顧一切，在當時展開漢光演習前幾日，硬是把負責策劃演習任務的吳斯懷拔掉，以平息海軍將領派系的氣憤，改由被視為李傑人馬的同期同學程士瑜中將接任。

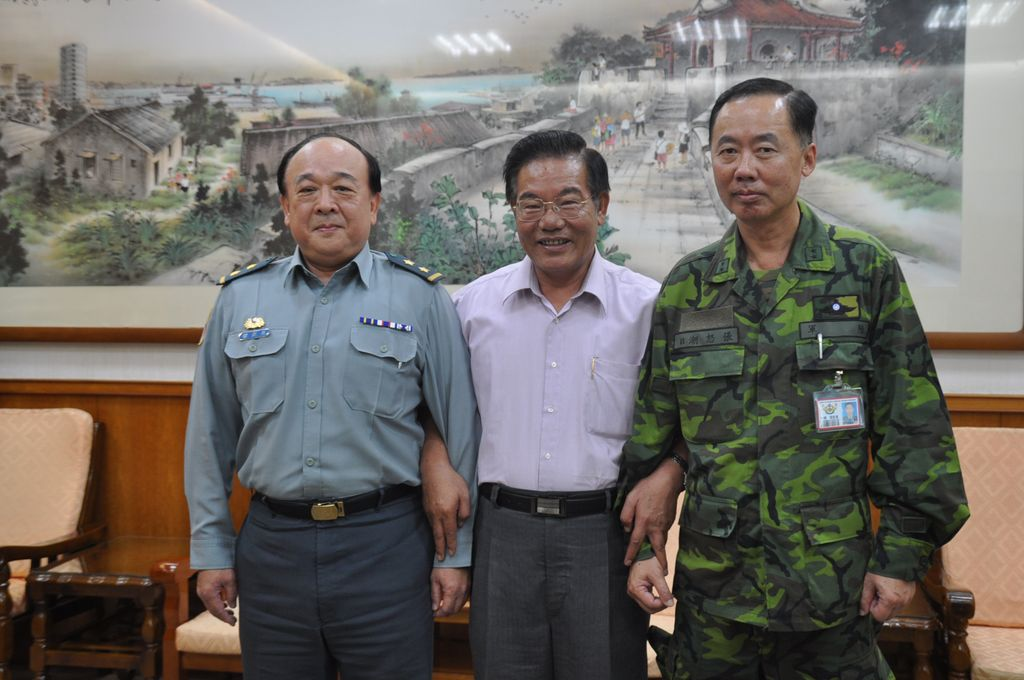
吳斯懷（左）升任陸軍副司令後，率陸軍航特部指揮官張怒潮中將（右）例行性拜會澎湖縣縣長王乾發（中）。

2007年，原陸軍六軍團指揮官程士瑜中將涉及貪污147萬元公帑，且事發後企圖偷渡潛逃至中華人民共和國躲避判刑，被軍事檢察官收押，當時新上任的國防部長李天羽發布吳斯懷接任其職位。立法委員帥化民認為程士瑜是李傑的人馬，而吳斯懷是李天羽的人馬，人事安排讓人聯想到李傑與李天羽之間的派系鬥爭。吳同年主持陳水扁國慶閱兵「同慶操演」。
2009年，任國防部參謀本部聯準室主任。2010年1月16日，調任陸軍副司令，但因屆齡無緣晉升二級上將（後來機會是由同期同學、憲兵中將李翔宙晉升），使得吳斯懷副司令還沒當滿一年就在同年12月27日退伍。

### 擔任中華民國紅十字會秘書長
退伍後，擔任中華民國紅十字會秘書長。此外，擔任陸軍官校校友總會副會長，多次參與「中山‧黃埔‧兩岸情」論壇，如2013年武漢第四屆論壇、2014年香港第五屆論壇。

### 參加政黨活動
2016年大選中，吳斯懷參與第三勢力小黨軍公教聯盟黨（MCFAP）的活動，表態支持洪秀柱任國民黨總統候選人。在換柱爭議後，吳斯懷出席退役將領歲末聯歡餐會，希望社會討論王如玄的軍宅案，要回歸法治。他認為台灣應承認九二共識。在中國國民黨敗選後，支持洪秀柱任中國國民黨主席。

### 主導反對年金改革運動
2016年，吳斯懷與胡筑生、黃耀南、年金改革委員會委員李來希、劉亞平等人組織監督年金改革行動聯盟，由吳斯懷任發言人，組織軍、公、教退休人士，監督與質疑蔡政府年金改革內容，號召在9月3日參與「軍公教反污名要尊嚴九三大遊行」示威遊行。

### 擔任中國國民黨立法委員
2020年中華民國總統副總統及立法委員選舉後，吳斯懷在國民黨不分區立委候選人名單名列第4，由此順利當選。在立委任期內，吳斯懷有4個會期皆加入外交及國防委員會，關注議題以「國軍管理與制度」、「退伍軍人福利」為主。
2020年3月30日，吳斯懷質詢國防部副部長張冠群，表示美軍羅斯福號官兵確新冠肺炎診案例數攀升而將感染者撤離至關島，海軍敦睦艦隊應加強防疫。同年4月19日，敦睦艦隊爆出群聚感染，累積24人確診，早前質詢艦隊防疫的吳斯懷因此被網友戲稱為先知。2021年2月26日，吳斯懷質詢衛生福利部部長陳時中，陳時中答以「世界怎麼跟得上台灣」，吳斯懷則指稱「官員太自信對國家是危機」，同年5月臺灣本土疫情大規模爆發，吳斯懷再次被網友戲稱為先知。
2020年6月1日，吳斯懷讚嘆高雄市長韓國瑜清淤做得好，因為整治得宜。吳斯懷也嘲笑中選會主委李進勇所說的「找不到投開票所我頭砍給你」，他說這種說法不是政務官，是廟公才對。對於警政署長陳家欽脫口而出有「黑道監票」，吳斯懷也批評「真是滑天下之大稽」。對於可能將修憲門檻降低的風波，吳斯懷表示「民進黨敢踩油門，我就跟你（網友）賭牛肉麵，一百份都不嫌多」。
在立委任期中，吳斯懷亦致力於推動泰北孤軍入祀國民革命忠烈祠，並得到泰北文史義民館主任委員王紹章與國防部長邱國正支持。此典禮於籌備3年後，方得舉行。2023年6月28日，國防部、外交部、僑委會、僑界人士及5位立委至泰北美斯樂舉行迎靈儀式，由吳斯懷擔任主祭。30日，一行人將孤軍牌位迎抵桃園機場，由三軍儀隊接手將之迎入位於臺北圓山的忠烈祠，由邱國正主祭。

## 爭議

### 赴中國大陸參加中共的孫中山紀念活動
2016年11月11日，吳斯懷與夏瀛洲、王文燮、陳廷寵等台灣退役將領至中國大陸北京，參與第六屆中山黃埔兩岸情論壇，並出席由中國共產黨中央委員會總書記習近平主持的「紀念孫中山先生誕辰150周年大會」，起立聽中華人民共和國國歌與聆聽習近平致詞。吳斯懷表示，參加紀念孫中山大會是相關紀念活動之中的一個行程，他也在此活動論壇中多次闡述到中華民國來連結兩岸歷史，無須做太多意識形態聯想。遭前新黨立法委員姚立明、民進黨立委段宜康、王定宇與文史作家管仁健等人均批判這群退將行為等於羞辱中華民國國軍與將領一職。
退伍將領北辰則反批民進黨，認為吳斯懷是追思建國之父。而中國國民黨文傳會副主委表示，歡迎任何單位舉辦紀念孫中山，參與的人都信守分際謹言慎行。國民黨立委馬文君緩頰認為，退將們參加這樣的活動性質還好。
11月14日立法院外交及國防委員會裡民進黨立委提案指吳斯懷等人赴陸之行為不當，建請陸委會、國防部與退輔會等相關單位徹查與考慮取消退俸及其相關獎、勳章。陸委會表示此行為應考量社會觀感，國防部及退輔會表示未違法，但願再研議相關規範，時任國防部長馮世寬表示，退將們在播放中共國歌時是全體人員都起立，應是情勢所逼。行政院長林全表示，政府對退休政務官與將領赴陸之言行再做規範，研議年底提方案。對此，民眾與藍綠立委不同解讀，評價不一。
2019年7月3日，立法院為此三讀通過修改《兩岸人民關係條例》部分條文，明定政務副首長或少將以上人員退休後，不得參與中國大陸相關政治活動，而有妨害國家尊嚴行為，違者最重可剝奪月退俸、領一次退者最高處新台幣1000萬元罰鍰。對此，吳斯懷表示會遵守法律，但也質疑「難道不能支持統一嗎？」此番言論再度引發輿論。

### 建議中國人民解放軍設立南海防空識別區
2016年4月13日，吳斯懷於鳳凰衛視《震海聽風錄》節目上，公開支持中國人民解放軍成立南海防空識別區，強調防識區的戰略意義很大，期能引起「美國及南海周邊國家一陣叫囂」。

### 赴香港參加一國兩制研討會
2016年4月27日，吳斯懷參加「香港一國兩制及本土思潮研討會」，他認為未來兩岸三地只有在和平不衝突的方式下繼續發展，才能讓大家的經濟生活變好。他也批判民主主義「民主制度不是真正多麼好、多麼完美的制度」、「過度的民主反而造成了自由民主國家發展的限制」，並強調「要盡量和年輕人多說一些中國文化的優點」。

### 藏匿反年改上校斷指
軍公教反年改團體2018年4月25日在立法院外面抗議時與警方爆發嚴重衝突。參加示威的陸官47期、67年班的退役上校陳咸嶽看到鐵絲網製的拒馬倒下壓到警方，為了防止陳抗群眾踩踏傷及警員而上前攔阻時，陳咸嶽意外遭到油壓剪剪斷其左手小指，哭泣的陳妻在現場急著試圖找回斷指而始終無法尋獲。身為國軍同袍的反年改發言人吳斯懷卻自行藏匿陳咸嶽的斷指，並未協助其送醫縫合，反而在當天晚間的記者會上拿出裝有斷指的紙袋，並表示會將斷指保存起來，準備他日召開記者會來控訴政府暴力對待退伍軍人。
陳咸嶽的左小指最終因傷口受到感染而無法接回，只能截指。網友紛紛批評吳斯懷拿別人的指頭來作秀消費。警消題材漫畫家蠢羊與奇怪生物對此表示，若是不幸發生斷指意外，第一時間處置得當都有機會接得回去。

### 冠状病毒病疫情间爭議

#### 抱怨防疫SOP
2020年3月3日，吳斯懷在立法院國是論壇中表示，指每家醫院在防疫方面本有既定的標準作業流程（SOP），但後來中央疫情指揮中心加入量體溫等步驟，造成人力增加、拖延時間、民眾不便，認為防疫執行層面有落差。對此臉書醫護粉專「美的好朋友」聲明，雖然的確有人力分流需求，但這是為了降低感染風險不得不這麼作，若希望加快時間，先呼籲他的支持者不要輕症就跑醫院還比較實在，並反問：「不然你來示範」、批評他問政「真的要用心用腦」。

#### 提議取消武漢台人「註記管制」
為了防疫需要，政府從2020年3月19日開始對從疫區武漢回來的台人實施「註記管制」（返台的人必須包機返台，而自行搭機入境的人，須經過相關單位允許，並配合檢疫措施；且除了包機以及核准者以外，不得搭載任何管制人員），吳斯懷批評這會妨礙武漢台人回國的速度，且來自中國的消息說疫情情況已經趨緩，提議取消管制，開放當地台人自行回台，而中央流行疫情指揮中心的指揮官陳時中於18日表示武漢還是封城狀態、且中國在疫情期間有謊報、隱瞞消息的先例，認為風險還是存在，如果取消註記會造成很大的風險，表明不會取消。而吳斯懷的提議也引起許多人撻伐，如台灣基進黨籍的立委陳柏惟表示他只是「想讓中華民國粉身碎骨的人」、民進黨籍立委鍾佳濱則表示台灣目前主要疫情是來自於境外移入，必須確保所有人的來處跟去向並持續追蹤避免疫情擴散、而內政部次長陳宗彥也聲明，因為武漢還是一個比較嚴重的疫區，註記管制可以確保入境方式，也可以集中檢疫，有施行的必要。

#### 稱共機繞台不算挑釁領空範圍
COVID-19疫情期間，中共自二月開始多次派遣軍機繞台，引發台灣和國際批評。2020年2月底，吳斯懷向行政院提出書面質詢，對於國防部多次公布軍機對峙，認為造成人民無端緊張必要，應避免「狼來了」效應。3月11日再度发出書面質詢。吳斯懷指出，繞台究竟是經過台灣「周邊空域」還是「侵犯領空」相差極大，不論美軍或共機經（繞）過台灣周邊空域，「法理上並不能算是對我國有顯著的挑釁意味」，要國防部不要誤導。
此前台湾作者黃柏彰指出，解放军军机绕台进入的是中華民國防空識別區的西南区域，即中華民國國防部所说的“共機入侵我防空識別區”。由于中華民國防空識別區覆盖中国大陆地区，理论上解放军军机自起飞即“侵犯”中華民國防空識別區。关闭政策结束后，中華民國國防部并未对解放军在台灣海峽中線以西海域、空域的军事活动进行过主张。另一方面，虽然中华人民共和国政府从未承认过台灣海峽中線，但中華民國國防部认为，双方对此条界线存在长期默契。历史上，除向中華民國投诚的解放军军机外，解放军军机亦未进入中华民国主张的领空范围。
中華民國國防部於3月21日发布新闻稿，说明：“一、中共迄今仍未放棄武力犯台，且刻意單方面破壞臺海現狀，嚴重衝擊區域安全與和平穩定。尤其去（108）年3月31日共機蓄意踰越海峽中線，打破兩岸默契，加之今（109）年初迄今，中共不顧其內部疫情嚴重，竟於我周邊海空域進行四次「針對性」訓練，絕非僅「繞經或無害通過」週邊海、空域，都是「挑釁」、「威脅」的具體事證，本部以負責任的態度，係就事實陳述，絕無誤導情事。二、國軍基於職責[……]。
吳斯懷的發言也引起許多人撻伐，如國民黨前立委謝國樑（現任基隆市市長）公開表示希望他可以早點離開立法院、台灣基進黨籍的立委陳柏惟也表示在中國未放棄武力犯台前，試圖降低台灣戒心的都是潛在共犯。

## 家庭
妻子李惠麗，現居於新北市三峽區的國立臺北大學特區內，目前已經分居。其中一位女兒曾任軍訓教官。根據2019年申報，吳斯懷名下總資產約四千三百萬元，另外有一台購入價約180萬元的奧迪汽車。

## 外部連結
- 吳斯懷的Facebook專頁